# Нгуса
Нгуса (араб. النقوسة‎) — город и коммуна в восточной части Алжира, в вилайете Уаргла. Административный центр и единственная коммуна в составе одноимённого округа.

## Географическое положение

Коммуна Нгуса

Город находится в северо-западной части вилайета, на территории одного из оазисов северной Сахары, на расстоянии приблизительно 540 километров (по прямой) к юго-востоку от столицы страны Алжира. Абсолютная высота — 125 метров над уровнем моря.
Коммуна Нгуса граничит с коммунами Уаргла, Эль-Алия, Эль-Хаджира, Хасси-Бен-Абдаллах и Сиди-Хуилед. Её площадь составляет 2907 км².

## Климат
Климат города характеризуется как аридный жаркий (BWh в классификации климатов Кёппена). Осадков в течение года выпадает крайне мало (среднегодовое количество — 45 мм). Средняя годовая температура составляет 22,3 °C. Средняя температура самого холодного месяца (января) составляет 10,7 °С, самого жаркого месяца (июля) — 34,3 °С.

## Население
По данным официальной переписи 2008 года численность населения коммуны составляла 16 581 человек. Доля мужского населения составляла 50,5 %, женского — соответственно 49,5 %. Уровень грамотности населения составлял 73,3 %. Уровень грамотности среди мужчин составлял 82,4 %, среди женщин — 64,1 %. 4,4 % жителей Нгусы имели высшее образование, 12,2 % — среднее образование.